# Pipettaggio inverso
Il pipettaggio inverso (o reverse pipetting) è una tecnica che permette di erogare una quantità di liquido misurata per mezzo di pipette basate su spostamento d'aria . La tecnica è principalmente consigliata per soluzioni schiumogene o con un'elevata viscosità in quanto riduce il rischio di schizzi, schiuma o formazione di bolle. Il pipettaggio inverso è più preciso nel dispensare piccoli volumi di liquidi contenenti proteine e soluzioni biologiche rispetto al forward pipetting, che è usato soprattutto per le soluzioni acquose, come ad esempio soluzioni tampone, acidi o alcali diluiti .

## Come funziona

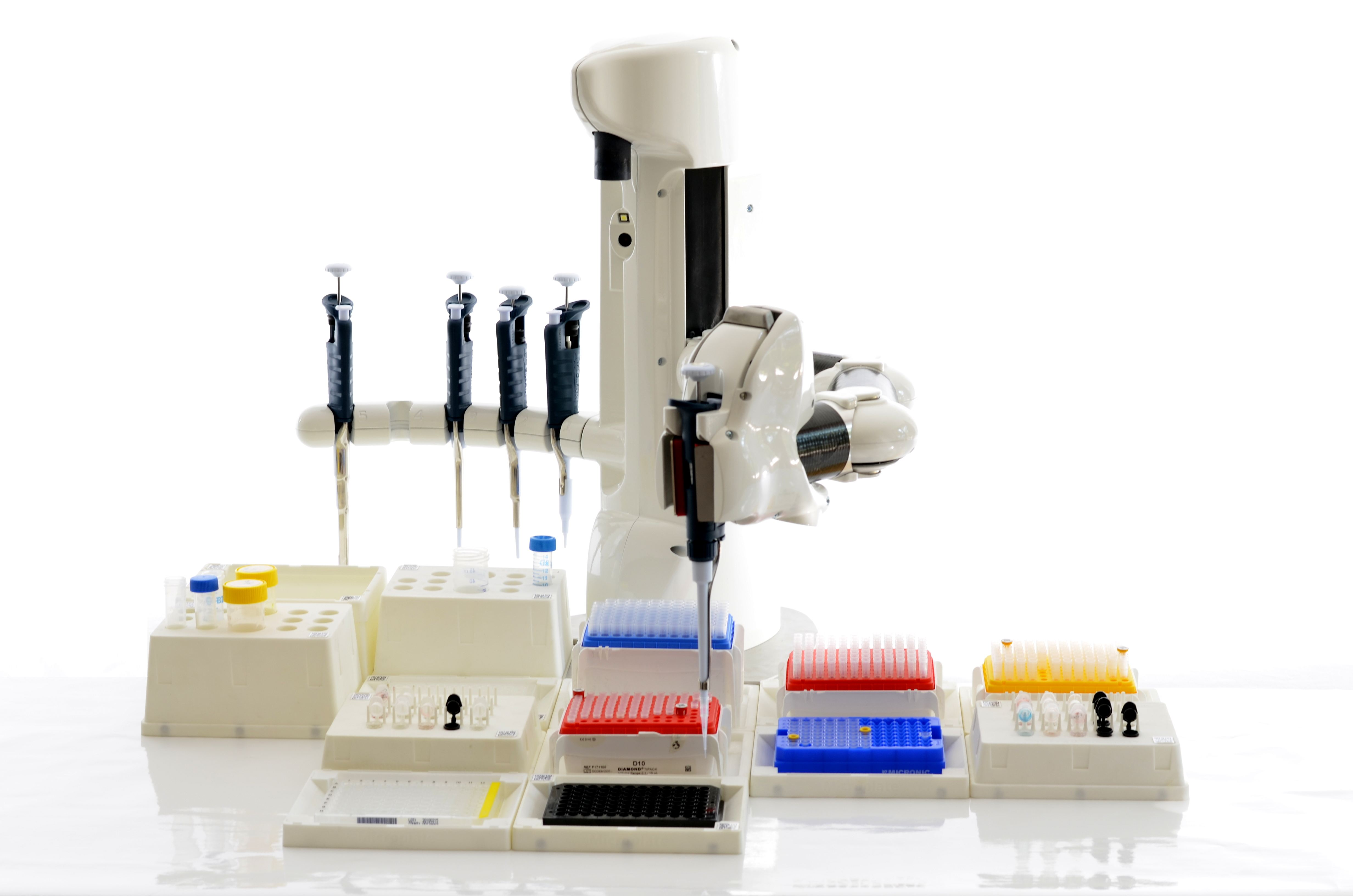
Robot capace di effettuare pipettaggio inverso per mezzo di pipette manuali

Durante il pipettaggio inverso, il volume aspirato nel puntale della pipetta è più grande rispetto a quello che si vuole erogare. Infatti l'eccesso di volume compensa il liquido che rimane come pellicola all'interno della punta durante l'erogazione. L'aspirazione del liquido si ottiene creando vuoto per mezzo di un pistone metallico e ceramico presente all'interno della pipetta. Mentre il pistone si muove verso l'alto, guidata dalla depressione dello stantuffo, si crea un vuoto nello spazio lasciato libero dal pistone stesso. Quest'ultimo sposta l'aria che sarà sostituita dal liquido aspirato nel puntale e quindi disponibile per il trasporto e l'erogazione altrove.
Tale tecnica si basa su pipette, strumenti molto precisi ed accurati. Tuttavia, poiché si basa su spostamento d'aria, essi sono soggetti a imprecisioni dovute a cambiamenti climatici,, in particolare temperatura e pressione, e l'utente. Per queste ragioni le pipette devono essere accuratamente mantenute e calibrate, e gli utenti devono essere formati per esercitare la tecnica corretta e coerente 

Soluzioni alternative per migliorare la riproducibilità e la precisione delle operazioni di pipettaggio manuali si basano su robot antropomorfici in grado di manipolare pipette manuali.

## Tecnica
|  | 1. Installare sulla pipetta il puntale adeguato al volume da erogare, successivamente premere il pulsante della pipetta fino al secondo stop. Immergere il puntale connesso alla pipetta all'interno del liquido da aspirare fino ad una determinata profondità a seconda del volume selezionato. 2. Successivamente rilasciare delicatamente il pulsante della pipetta fino alla posizione di partenza. Rimuovere lentamente la pipetta dal liquido. 3. Muovere la pipetta nel recipiente di destinazione ed erogare il liquido premendo il pulsante della pipetta fino al primo stop. Rimuovere dunque la pipetta dal contenitore. Del liquido in eccesso sarà presente nel puntale della pipetta. 4. Il liquido rimanente nel puntale potrà essere reintrodotto nel recipiente sorgente oppure buttato via. 5. Rilasciare il pulsante della pipetta nella sua posizione di partenza |